# Publicație
Termenul de publicație provine din limba franceză, de la cuvântul publication, care desemnează faptul de a publica, în română publicare. Prin extensie sensul devine mai concret, și anume "ceea ce se tipărește, se afișează, (în special) tipăritura cu apariție periodică". Emiterea sau citirea unei publicații presupune in fond, o comunicare interumană la nivelul mass-mediei. Toate sinonimele atribuite "publicației" reprezintă un punct de plecare în ceea ce numim "comunicare la distanță" în masă; emițătorul aduce o informație la cunoștința publică.